# Беюш
Бею́ш (рум. Beiuș, венг. Belényes) — город в Румынии в составе жудеца Бихор.

## История
В XIII веке город уже существовал, так как упоминается в документе 1241 года как уничтоженный в результате монгольского нашествия. В документах конца XIII века он упоминается под названиями «Benenus», «Benens» или «Belenus». В документе 1413 года упоминается, что в этом городе есть церковь святой Агаты, «возведённая на фундаменте прежней», и что там была вторая по значению (после той, что в Ораде) епископская кафедра.
В 1828 году в городе была основана грекокатолическая гимназия, что дало толчок росту румынского самосознания в Трансильвании.